# VIII dinastia egizia
L'VIII dinastia apre il periodo della storia dell'antico Egitto normalmente identificato come Primo Periodo Intermedio.

## Storia
L'unica fonte organica di cui disponiamo è la lista reale di Abido.
Secondo Manetone l'VIII dinastia sarebbe stata costituita da ...76 re di Menfi che regnarono per 146 anni.
Alcuni sovrani sono citati, talvolta con nomi modificati, nei Decreti di Copto, una serie di iscrizioni, rinvenute in alcune tombe del periodo, che riportano la concessione di privilegi riguardanti il visir Shemai, governatore dell'Alto Egitto e altri membri della sua famiglia.
Alcuni sovrani elencati sono attestati anche archeologicamente principalmente da sigilli.
Tenendo conto dell'elevato numero di sovrani rispetto al breve arco di tempo assegnato alla dinastia, 30 anni,  dalle moderne cronologie,  è lecito ritenere che molti di essi possano aver regnato contemporaneamente su parti diverse dell'Egitto.

## Lista dei sovrani
| Posizione nella lista | Nome                 |
| 40                    | Netjerkara           |
| 41                    | Menkara              |
| 42                    | Neferkara II         |
| 43                    | Neferkara Nebi       |
| 44                    | Djedkara Shemai      |
| 45                    | Neferkara Khendu     |
| 46                    | Merenhor             |
| 47                    | Sneferka             |
| 48                    | Nekara               |
| 49                    | Neferkara Tereru     |
| 50                    | Neferkahor           |
| 51                    | Neferkara Pepiseneb  |
| 52                    | Sneferka Aanu        |
| 53                    | Kakaura              |
| 54                    | Neferkaura           |
| 55                    | Neferkauhor Khu Hepu |
| 56                    | Neferirkara          |